# استخراج (فیلم ۲۰۱۵)
استخراج (به انگلیسی: Extraction) فیلمی در ژانر ؛ دلهره‌آور و اکشن محصول سال ۲۰۱۵ آمریکا به کارگردانی استیون سی میلراست. در این فیلم بازیگرانی همچون کلان لاتز، بروس ویلیس، جینا کارانو، دی بی سویینی ، دن بیلزریان، نیکلاس ام. لوب، سامر آلتیس ایفای نقش کرده‌اند.

## داستان
یکی از عاملین سابق CIA توسط یک گروهک تروریستی ربوده می‌شود. زمانی که پسرش متوجه می‌شود هیچ نقشه‌ای برای نجات پدرش در کار نیست، خودش عملیاتی را برای آزادسازی پدرش راه اندازی می‌کند.